# La Soif du vampire
Série
Les Passions des vampires
(1970) Les Sévices de Dracula
(1971)
Pour plus de détails, voir Fiche technique et Distribution.
La Soif du vampire ou Jeunes Vierges pour un vampire (Lust for a Vampire) est un film d'épouvante fantastique de Jimmy Sangster sorti en 1971. C'est le deuxième film sur la Comtesse Mircalla Karnstein réalisé par le studio Hammer Films et inspiré par le roman Carmilla de l'auteur irlandais Joseph Sheridan Le Fanu. Il est précédé par Les Passions des vampires et suivi du film Les Sévices de Dracula. Le tournage de La Soif du vampire a commencé peu de temps après la sortie des Passions des vampires.
Les trois films n'ont pas de continuité chronologique, mais prennent pour thème la famille Karnstein comme source de la menace vampirique et sont quelque peu osés pour l'époque dans leurs allusions saphiques. L'histoire se déroule en 1830 en Styrie, quand dans une école terminale pour filles, la comtesse Mircalla arrive en tant que nouvelle étudiante. Richard Lestrange tombe immédiatement amoureux d'elle, mais Mircalla est une vampire qui va manigancer pour s'approcher de ses camarades de classe.
Le film fait l'objet d'un véritable culte, bien que certains amateurs des films de la Hammer l'aient accusé d'être outrancier voire parodique. La scène la plus connue montre Yutte Stensgaard trempée dans le sang et partiellement couverte par des chiffons imbibés de sang, bien que la scène filmée ne soit pas aussi sanglante que celle dépeinte dans une photo promotionnelle.

## Synopsis
Le film se déroule dans les années 1830, 40 ans après les événements des Passions des vampires. Dans la chapelle déserte du château de Karnstein, le comte et la comtesse Karnstein organisent une cérémonie satanique pour ressusciter le corps de leur fille Carmilla. Pendant ce temps, Lestrange, auteur anglais de romans d'horreur à succès, séjourne en Autriche pour faire des recherches en vue de la publication d'un nouveau livre. Dans un petit village, il entend parler de l'histoire des Karnstein, une ancienne famille noble qui s'est éteinte il y a plus de cent ans et dont on raconte qu'ils étaient des vampires.
Sa curiosité est éveillée et il rend visite au château en ruine de Karnstein. Il y est surpris par plusieurs jeunes femmes séduisantes. Il ne s'agit pas de vampires, mais d'élèves d'une école de filles qui ont fait une excursion au château avec leur professeur, le douteux M. Barton. Comme Lestrange a l'œil pour les jolies jeunes filles, il n'hésite pas à poser lui-même sa candidature pour enseigner à l'école de Miss Simpson. Au même moment, une nouvelle élève est admise. Mircalla, la nièce de la comtesse Herritzen. L'arrivée de la charmante jeune Mircalla marque le début de toute une série d'événements étranges. Certaines élèves disparaissent sans laisser de traces. Miss Simpson tente toutefois de dissimuler la chose, car elle craint un scandale qui pourrait nuire à la réputation de son école. M. Barton rôde sans cesse autour de Mircalla pendant la journée et passe ses nuits à lire de vieux livres étranges. Lorsqu'il est retrouvé mort un jour, le médecin de la comtesse Herritzen, présente par hasard, diagnostique une mort par infarctus. Il ne dit cependant rien des deux petites blessures à la carotide de Barton.
Lestrange, passionnément amoureux de Mircalla, commence à enquêter, car tous les événements semblent être liés à elle et aux ruines du château de Karnstein. À son grand étonnement, il découvre que Mircalla est en fait la comtesse Carmilla Karnstein ressuscitée, morte il y a plus de cent ans. La comtesse Herritzen, sa tante, et son médecin personnel sont en fait le comte et la comtesse Karnstein, qui veulent rétablir avec elle l'ancien règne de terreur des von Karnstein. Entre-temps, les rumeurs de la disparition des élèves ont atteint le village. Les gens craignent le retour des Karnstein et, sous la direction d'un évêque récemment arrivé, se rassemblent en une foule en colère dans le but d'anéantir définitivement les vampires. Ils se rendent au château de Karnstein et y mettent le feu. Lestrange, qui est toujours passionnément amoureux de Mircalla, veut la sauver et se précipite dans le château en flammes. Mircalla, ou Carmilla, l'aime aussi et veut le renvoyer, mais alors que le comte Karnstein la contraint à mordre Lestrange, une poutre enflammée s'abat et transperce le cœur de Mircalla.
Lestrange échappe de peu aux flammes et le retour des Karnstein a été déjoué. Le comte et la comtesse ne sont toutefois pas détruits, car le feu ne peut pas anéantir un vampire.

## Fiche technique
- Titre français : La Soif du vampire ou Jeunes Vierges pour un vampire[2]
- Titre original : Lust for a Vampire
- Réalisation : Jimmy Sangster
- Scénario : Tudor Gates
- Photographie : David Muir
- Montage : Spencer Reeve
- Musique : Harry Robinson
- Production : Michael Style, Harry Fine
- Société de production : Hammer Film Productions
- Pays de production :  Royaume-Uni
- Format : Couleur
- Durée : 91 minutes
- Genre : film d'épouvante fantastique
- Date de sortie : 
  - Royaume-Uni : 17 janvier 1971
  - France : 22 février 1973[2]

## Distribution
- Yutte Stensgaard : Mircalla Herritzen / Carmilla Karnstein
- Michael Johnson : Richard Lestrange
- Ralph Bates : Giles Barton
- Suzanna Leigh : Janet Playfair
- Helen Christie (en) : miss Simpson
- Barbara Jefford : la comtesse Herritzen
- Mike Raven (en) : le comte Karnstein / le docteur Froheim
- Pippa Steel : Susan Pelley
- David Healy : Raymond Pelley
- Harvey Hall (en) : l'inspecteur Heinrich
- Erik Chitty (en) : le professeur Hertz
- Jack Melford (en) : l'évêque
- Christopher Cunningham : le cocher
- Michael Brennan (en) : le propriétaire de l'auberge
- Christopher Neame : Hans
- Luan Peters : Trudi
- Jonathan Cecil (en) : Arthur Biggs
- Judy Matheson : Amanda
- Caryl Little : Isabel
- Sue Longhurst (en) : une écolière

## Production
Tudor Gates a été engagé pour écrire le scénario original intitulé « To Love a Vampire » (litt. « Aimer un vampire »), à la suite du succès des Passions des vampires. Il explique que le film était basé sur un scénario original qu'il avait écrit pour Mario Bava et qui parlait d'une école de filles où sévissait un tueur en série. Gates a aimé le scénario et a dit qu'il contenait « une histoire d'amour sérieuse », mais le film « a mal tourné ». Il a dû faire appel à Yvette Stugart, qui venait de chez James Carreras (en). Terence Fisher devait réaliser le film, mais il a été gravement blessé dans un accident de voiture. À un moment donné, Harry Fine devait réaliser le film, mais Jimmy Sangster a pris le relais. Gates a déclaré que Sangster s'était heurté aux producteurs pendant le tournage à propos de décisions créatives ; par exemple, les producteurs ont insisté pour qu'une chanson pop soit insérée dans le film afin d'imiter celle du film américain Butch Cassidy et le Kid (1969).
En partie à cause des contraintes de censure imposées par le British Board of Film Classification, ce film et le suivant, Les Sévices de Dracula, contiennent de moins en moins d'éléments lesbiens par rapport à Les Passions des vampires. Carmilla, par exemple, tombe amoureuse d'un homme dans ce film. Ingrid Pitt s'est vu offrir le rôle principal, mais l'a refusé et Yutte Stensgaard a pris le relais. Peter Cushing devait jouer dans le film, mais il s'est retiré pour s'occuper de sa femme malade. Cushing fut remplacé par Ralph Bates, qui parle de La Soif du vampire comme d'« un des pires films jamais réalisés ». Bates avait auparavant joué dans Une messe pour Dracula avec Madeline Smith (en), qui jouait déjà dans Les Passions des vampires.
La chanson Strange Love a été enregistrée pour le film par Tracy, une chanteuse adolescente de Wembley, et publiée sous la forme d'un single de 7 pouces, produit par Bob Barratt.